# David Mobärg
David Mobärg, född den 17 maj 1999 i Undersåker  är en svensk freestyleskidåkare som tävlar i disciplinen skicross.
År 2016 tog han silver i junior-VM som han år 2019 följde upp med vinna guldet.
Säsongen 2022/2023 vann han tre världscupsegrar och slutade på en fjärdeplats i totala världscupen. Totalt har han vunnit nio världscuptävlingar. Tillsammans med Sandra Näslund vann han VM-guld år 2023 i lagtävlingen.
Hans äldre bror Erik Mobärg åker också skicross.